# Національна премія України імені Бориса Патона

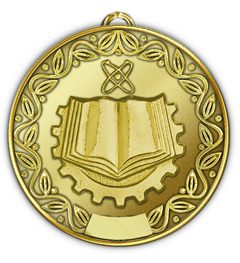
Реверс Почесного знаку лауреата

Національна премія України імені Бориса Патона — щорічна державна нагорода України.
Заснована 15 квітня 2021 року замість Державної премії України в галузі науки і техніки задля увічнення пам'яті видатного українського вченого та організатора науки, державного та громадського діяча, Президента НАН України, директора Інституту електрозварювання імені Є. О. Патона Національної академії наук України, Героя України академіка Бориса Патона, а також відзначення на державному рівні діячів науки за значний внесок у розвиток вітчизняної наукової сфери.
Особи, нагороджені Державною премією України в галузі науки і техніки, мають права і обов'язки осіб, нагороджених Національною премією України імені Бориса Патона.

## Історія премії
- 15 квітня 2021 року Верховна Рада України прийняла Закон № 1399-IX «Про внесення змін до статті 11 Закону України „Про державні нагороди України“», яким перейменувала Державну премію України в галузі науки і техніки в Національну премію України імені Бориса Патона[2].
- 18 листопада 2021 року Президент України В.Зеленський підписав указ, яким затвердив опис та малюнок Почесного знака лауреата Національної премії України імені Бориса Патона та опис Диплома лауреата. Установлено, що у 2021 році присудження Національної премії України імені Бориса Патона здійснюється за результатами конкурсу, проведеного Комітетом з Державних премій України в галузі науки і техніки відповідно до Положення про Державну премію України в галузі науки і техніки.[3]
- 16 грудня 2021 року Президент України В.Зеленський підписав укази № 660/2021[4] та № 661/2021 про присудження Національної премії України імені Бориса Патона 2021 року 15 роботам (з них 4 роботам, що становлять державну таємницю).[5]
- 24 травня 2022 року Президент України В.Зеленський своїм указом затвердив Положення про Національну премію України імені Бориса Патона.[6]
- 24 листопада 2023 року Президент України В.Зеленський перейменував Комітет з Державних премій України в галузі науки і техніки на Комітет з Національної премії України імені Бориса Патона та призначив його головою президента Національної академії наук України А.Загороднього.[7]
- 29 березня 2024 року Президент України В.Зеленський затвердив нові Положення про Комітет з Національної премії України імені Бориса Патона та його персональний склад; у Положенні про премію зменшив максимальну кількість щорічних премій з п'ятнадцяти до дванадцяти.[8]

## Порядок присудження премії
Премію присуджують:
- за видатні наукові дослідження, які сприяють дальшому розвитку гуманітарних, природничих і технічних наук, позитивно впливають на суспільний прогрес і утверджують високий авторитет вітчизняної науки у світі;
- за розроблення та впровадження нової техніки, матеріалів і технологій, нових способів і методів лікування та профілактики захворювань, що відповідають рівню світових досягнень;
- за роботи, які становлять значний внесок у розв'язання проблем охорони навколишнього природного середовища та забезпечення екологічної безпеки;
- за створення підручників для закладів загальної середньої освіти, професійної (професійно-технічної) освіти, фахової передвищої освіти, вищої освіти, що відповідають сучасним вимогам і сприяють ефективному опануванню знань, істотно впливають на поліпшення підготовки майбутніх спеціалістів.

## Опис Почесного знака лауреата
- Почесний знак лауреата Національної премії України імені Бориса Патона виготовляється зі сплавів міді з покриттям гальванічним золотом і має форму круглої медалі діаметром 32 мм.
- На лицьовому боці Почесного знака зображено погруддя Бориса Патона напіванфас. По колу написи: «НАЦІОНАЛЬНА ПРЕМІЯ УКРАЇНИ» (зверху) та «ІМЕНІ БОРИСА ПАТОНА» (знизу).
- На зворотному боці Почесного знака вміщено зображення розгорнутої книги на тлі шестерні, вище якої — стилізоване зображення атома. По колу зображення обрамлено стилізованим оливковим вінком, у нижній частині якого — фігурна площина для зазначення порядкового номера Почесного знака.
- Усі зображення і написи рельєфні.
- За допомогою вушка та кільця Почесний знак з'єднується з фігурною колодкою. Висота колодки — 24 мм, ширина — 26 мм. Колодка обтягнута шовковою муаровою стрічкою у вигляді двох рівновеликих горизонтальних смужок синього та жовтого кольорів. На зворотному боці колодки є застібка для прикріплення Почесного знака до одягу.

## Послідовність розміщення знаків державних нагород України
- Почесний знак лауреата Національної премії носять на одязі на грудях зліва і розміщують з урахуванням місця Національної премії серед інших державних нагород України.

## Лауреати
Особа, якій присуджено Національну премію, іменується «лауреат Національної премії імені Бориса Патона».